# تشارلي شو
تشارلي شو (بالإنجليزية: Charlie Shaw)‏ (21 سبتمبر 1885 - 27 مارس 1938) هو لاعب كرة قدم بريطاني (وحمل سابقاً جنسية المملكة المتحدة لبريطانيا العظمى وأيرلندا) في مركز حراسة المرمى. لعب مع نادي سلتيك.